# Palda
Palda là một thị trấn thống kê (census town) của quận Indore thuộc bang Madhya Pradesh, Ấn Độ.

## Nhân khẩu
Theo điều tra dân số năm 2001 của Ấn Độ, Palda có dân số 10.859 người. Phái nam chiếm 54% tổng số dân và phái nữ chiếm 46%. Palda có tỷ lệ 53% biết đọc biết viết, thấp hơn tỷ lệ trung bình toàn quốc là 59,5%: tỷ lệ cho phái nam là 64%, và tỷ lệ cho phái nữ là 41%. Tại Palda, 18% dân số nhỏ hơn 6 tuổi.